# 吉野川市立山川中学校
吉野川市立山川中学校（よしのがわしりつ やまかわちゅうがっこう）は、徳島県吉野川市山川町前川にある公立中学校。
かつては「高越寮」という寄宿舎が存在し、市の条例は2020年現在も残っているが、2012年の吉野川市の学校再編検討資料や2020年現在の徳島県の移住者案内にはスクールバスを運行しているとの記述はあっても寄宿舎についての言及はなく、閉鎖されたとみられる。

## 沿革
- 1966年 - 徳島県麻植郡山川中学校として開校。
- 2004年 - 町村合併により、吉野川市立山川中学校となる。
- 2009年  - 9月より新校舎で授業開始[4]。
- 2010年 - 吉野川市立美郷中学校の休校のため､美郷を通学区域に編入。

## 校訓
- 自律
- 親和
- 創造

## 校歌
- 作詞: 向島安市
- 作曲: 竹下すみ子

## 著名な卒業生
- 犬伏孝行（元陸上競技選手・シドニーオリンピック男子マラソン日本代表）
- 加藤竜人（元プロ野球選手・日本ハムファイターズ）
- 原井敬（吉野川市長）

## アクセス
- JR徳島線阿波山川駅

## 通学区域が隣接している学校
- 吉野川市立川島中学校
- 吉野川市立鴨島第一中学校
- 神山町立神山中学校
- 美馬市立木屋平中学校
- 美馬市立穴吹中学校
- 美馬市立江原中学校
- 阿波市立阿波中学校